# Filippo Colombo
Filippo Colombo, né le 20 décembre 1997 à Gussago, est un coureur cycliste suisse. Il est membre de l'équipe Q36.5 Pro.

## Biographie
Spécialiste en VTT cross-country, il est notamment champion du monde et d'Europe de relais mixte avec l'équipe suisse en 2017. Cette même année, il reçoit le Mendrisio d'argent et, avec ses coéquipiers champions du monde de relais, le prix d'équipe cycliste suisse de l'année remis par la Fédération suisse de cyclisme. En 2018, il devient professionnel dans l'équipe BMC,,.

## Palmarès en VTT

### Jeux olympiques
- Tokyo 2020
  - 12e du cross-country

### Championnats du monde
- 2014
  -  Médaillé d'argent du relais mixte de cross-country
  - 10e du cross-country juniors
- 2015
  - 4e du relais mixte de cross-country
  - 5e du cross-country juniors
- 2016
  -  Médaillé de bronze du relais mixte de cross-country
  - 54e du cross-country espoirs
- 2017
  -  Champion du monde du relais mixte de cross-country
  - 7e du cross-country espoirs
- Lenzerheide 2018
  -  Champion du monde du relais mixte de cross-country
- Mont Saint-Anne 2019
  -  Médaillé d'argent du cross-country espoirs
- Leogang 2020
  - 7e du cross-country
- Val di Sole 2021
  - 8e du cross-country short track
  - 9e du cross-country
- Les Gets 2022
  -  Médaillé d'argent du cross-country short track
  - 9e du cross-country

### Coupe du monde
- Coupe du monde de cross-country espoirs
  - 2018 : 3e du classement général
  - 2019 : 2e du classement général, vainqueur de trois manches

- Coupe du monde de cross-country élites
  - 2021 : 51e du classement général
  - 2022 : 7e du classement général
  - 2023 : 44e du classement général
  - 2024 : 3e du classement général

- Coupe du monde de cross-country short track
  - 2022 : 2e du classement général, vainqueur de deux manches
  - 2024 : 5e du classement général

### Championnats d'Europe
- 2015
  - 11e du cross-country juniors
- 2017
  -  Champion d'Europe du relais mixte de cross-country
  - 6e du cross-country espoirs
- 2018
  -  Médaillé d'argent du cross-country espoirs
  -  Médaillé d'argent du relais mixte de cross-country
- 2019
  -  Médaillé d'argent du cross-country espoirs
- 2021
  -  Médaillé de bronze du cross-country
- 2022
  -  Médaillé de bronze du cross-country

### Championnats nationaux
- Champion de Suisse de cross-country juniors en 2014
- Champion de Suisse de cross-country espoirs en 2017, 2018[4]
- Champion de Suisse de cross-country short track en 2024
- Champion de Suisse de cross-country en 2024

## Palmarès sur route
- 2021
  - 2e du Grand Prix Alanya

### Classements mondiaux
| Année                                 | 2021  | 2022 | 2023  |
| ------------------------------------- | ----- | ---- | ----- |
| Classement mondial                    | 1183e | nc   | 1159e |
| UCI Europe Tour                       | 873e  | nc   | nc    |
|                                       |       |      |       |
| Légende : nc = non classéSource : UCI |       |      |       |